# Harmony Tan
Pour les articles homonymes, voir Tan.
Harmony Tan, née le 11 septembre 1997 à Paris, est une joueuse de tennis française, professionnelle depuis 2013.

## Biographie
D'origine chinoise du Cambodge par son père et vietnamienne par sa mère,, Harmony Tan a pratiqué le piano au Conservatoire pendant 7 ans. Elle a aussi fait de la danse, du judo et du golf. Dans son temps libre, elle aime aussi surfer, notamment sur la côte basque. La jeune sportive a également continué ses études, et après avoir décroché son baccalauréat, a intégré Sciences Po Paris dans une filière dédiée aux sportifs de haut niveau.
Harmony Tan s’initie au tennis dès l’âge de 4 ans aux côtés de son frère. Trop jeune pour utiliser une raquette adulte, elle en utilise une dont une partie du manche a été coupée.[réf. nécessaire] Douée, la joueuse effectue des séjours avec sa mère aux États-Unis, à l'académie Bollettieri, et en Suisse, auprès de Melanie Molitor, la mère de Martina Hingis.
À 15 ans, elle se lance dans le circuit professionnel afin de financer ses tournois. Elle est aussi soutenue financièrement par sa famille.
Harmony Tan a un style de jeu atypique et varié qui tend à déstabiliser ses adversaires, au moyen de changements de rythme et d'amorties.

## Carrière

### Premiers succès
En 2015, Harmony Tan remporte son premier titre ITF à Alger. Elle s'impose aussi à Medellín et Melilla en 2016, puis à Óbidos en 2017.
À partir de 2018, elle s’entraîne fréquemment avec l’ancienne numéro 3 mondiale, Nathalie Tauziat, secondée par Gérald Brémond. Elle remporte les tournois de Campinas au Brésil et le 25 000 $ de Cherbourg. Elle débute dans les tournois du Grand Chelem lors de l'US Open en ayant obtenu une invitation après sa victoire dans un tournoi mis en place par la FFT.
En 2019, elle remporte le tournoi de Poitiers (80 000$) en double avec Amandine Hesse, tandis qu'en simple, elle est finaliste à Grenoble et Cherbourg. Elle fait ses débuts sur le circuit WTA en se qualifiant pour le tournoi de San José où elle est battue au premier tour par Victoria Azarenka.

### Débuts et révélation
Bénéficiaire d’une wild card, Harmony Tan commence sa saison 2021 en remportant le tournoi ITF d’Andrézieux-Bouthéon (W60) contre la Roumaine Jaqueline Cristian (3-6, 6-2, 6-1), marquant ainsi son entrée dans le top 200.
En avril, alors qu’elle revient d’une blessure au poignet, elle se qualifie au Copa Colsanitas de Bogota et atteint sa première demi-finale sur le circuit WTA. Elle est ensuite demi-finaliste à Saint-Malo puis élimine Alison Van Uytvanck à Strasbourg. À Roland-Garros, elle crée la sensation et passe pour la première fois un tour de tableau de Grand Chelem et remporte sa « plus belle victoire » contre sa compatriote Alizé Cornet (6-4, 6-4). Puis elle joue ses premiers matchs sur gazon à Wimbledon.
De retour sur le circuit ITF, elle atteint la finale du tournoi de Caldas da Rainha (W60), s'inclinant contre Zheng Saisai (4-6, 6-3, 3-6), puis remporte celui de Loulé (W25) contre l’Australienne Ellen Perez (6-4, 6-4). Ayant débuté la saison au 233e rang mondial, elle la termine à la 108e place.
En décembre 2021, elle fait appel aux services de Sam Sumyk tout en continuant de collaborer avec Nathalie Tauziat. Touchée par le Covid-19 à la fin de l'année, elle parvient malgré tout à prendre part à l'Open d'Australie 2022 où elle se distingue en battant Yulia Putintseva (6-3, 6-3) avant d'abandonner sur blessure contre Elina Svitolina. 

### 2022, joli parcours à Wimbledon
Fin février 2022, au tournoi de Guadalajara (WTA 250), elle élimine au 1er tour Madison Keys, tête de série no 2 et 29e mondiale, en 3 sets, avant d'être tenue en échec au tour suivant par la Chinoise Wang Qiang (144e). Ce résultat lui permet d'entrer dans le top 100 pour la première fois de sa carrière (99e) le 28 février 2022.
Au tournoi de Wimbledon qui commence à la fin du mois de juin 2022, Tan affronte au premier tour l'Américaine Serena Williams, ancienne numéro une mondiale et détentrice de 23 titres de Grand Chelem. Face à une adversaire âgée de 40 ans et n'ayant pas joué en simple depuis un an à la suite d'une blessure, la Française saisit sa chance et remporte le match le plus prestigieux de sa carrière jusqu'alors en trois manches, au super tie-break, malgré un passage à vide au deuxième set (7-5, 1-6, 7-6 [10-7]). Elle bat ensuite l'Espagnole Sara Sorribes Tormo (45e) (6-3, 6-4) puis sèchement la Britannique Katie Boulter (6-1, 6-1). Elle est défaite en huitièmes de finale par l'Américaine Amanda Anisimova (2-6, 3-6).

### 2023-2024: titre sur le circuit ITF à Faro en 2023 et Mâcon en 2024
En 2023, après quelques résultats mitigés, elle atteint à deux reprises les demies finales à Porto. Puis, elle doit attendre Calvi pour réitérer son parcours. 
Elle améliore son parcours en atteignant la finale à Palma del Rio. Elle vainc Raquel Gonzalez Vilar (6-3 6-4), puis Viktoria Morvayova (6-2 6-1). Elle vainc ensuite la japonaise Sayaka Ishii (6-3 7-5). En demi-finale, elle vainc une autre espagnole, Eva Guerrero Alvarez (7-5 6-3). Elle échoue en finale face à Valeria Savinykh sur le même score.
Elle obtient son premier titre de l’année à Faro. Au premier tour elle vainc Ana Filipa Santos, puis Amelie Van Impe, Stephanie Visscher, et Nefisa Berberovic. En finale, elle vainc une autre française, Manon Leonard (6-0 6-2).
L’année suivante c’est en France qu’Harmony obtient un titre en éliminant tour à tour Tatiana Prozorova, Celine Naef, Amandine Monnot, Anastasia Tikhonova. En finale elle vainc une autre française, Audrey Albie. Parmi les autres victoires marquantes, elle vainc Aravane Rezaï lors du tournoi de Le Neubourg, et Kayla Day à Surbiton.

### 2025: bon parcours aux Antilles
Dès le début d’année, elle atteint les demi-finales lors du tournoi au Lamentin en Martinique, puis à Petit-Bourg en Guadeloupe.

## Parcours en Grand Chelem

### En simple dames
| Année | Open d'Australie | Open d'Australie       | Internationaux de France | Internationaux de France | Wimbledon     | Wimbledon         | US Open         | US Open               |
| ----- | ---------------- | ---------------------- | ------------------------ | ------------------------ | ------------- | ----------------- | --------------- | --------------------- |
| 2015  | —                | —                      | Q1                       | Grace Min                | —             | —                 | —               | —                     |
|       |                  |                        |                          |                          |               |                   |                 |                       |
| 2017  | —                | —                      | Q1                       | Polona Hercog            | —             | —                 | —               | —                     |
| 2018  | —                | —                      | Q3                       | G. García Pérez          | —             | —                 | 1er tour (1/64) | Eugenie Bouchard      |
| 2019  | —                | —                      | 1er tour (1/64)          | Amanda Anisimova         | —             | —                 | Q1              | Priscilla Hon         |
| 2020  | —                | —                      | 1er tour (1/64)          | Daria Kasatkina          | Annulé        | Annulé            | —               | —                     |
| 2021  | Q3               | Elisabetta Cocciaretto | 2e tour (1/32)           | Markéta Vondroušová      | Q2            | Varvara Lepchenko | Q3              | Astra Sharma          |
| 2022  | 2e tour (1/32)   | Elina Svitolina        | 1er tour (1/64)          | Camila Osorio            | 1/8 de finale | Amanda Anisimova  | 1er tour (1/64) | Bianca Andreescu      |
| 2023  | Q1               | Zoe Hives              | Q1                       | Polona Hercog            | —             | —                 | Q1              | Olivia Gadecki        |
| 2024  | Q1               | Katarina Zavatska      | Q2                       | Julia Riera              | Q2            | Olivia Gadecki    | Q1              | Aliaksandra Sasnovich |

N.B. : à droite du résultat se trouve le nom de l'ultime adversaire.

### En double dames
| Année | Open d'Australie | Open d'Australie | Internationaux de France                                                               | Internationaux de France | Wimbledon | Wimbledon | US Open | US Open |
| ----- | ---------------- | ---------------- | -------------------------------------------------------------------------------------- | ------------------------ | --------- | --------- | ------- | ------- |
| 2017  | —                | —                | 1er tour (1/32) A. Albié \|\| style="text-align:left;" \| P. Parmentier Y. Wickmayer   | —                        | —         | —         | —       |         |
|       |                  |                  |                                                                                        |                          |           |           |         |         |
| 2020  | —                | —                | 1er tour (1/32) A. Hesse \|\| style="text-align:left;" \| K. Kozlova M. Linette        | Annulé                   | Annulé    | —         | —       |         |
| 2021  | —                | —                | 1er tour (1/32) A. Hesse \|\| style="text-align:left;" \| B. Krejčíková K. Siniaková   | —                        | —         | —         | —       |         |
| 2022  | —                | —                | 1er tour (1/32) E. Lechemia \|\| style="text-align:left;" \| L. Kichenok J. Ostapenko  |                          |           |           |         |         |
|       |                  |                  |                                                                                        |                          |           |           |         |         |
| 2024  | —                | —                | 1er tour (1/32) E. Jacquemot \|\| style="text-align:left;" \| T. Mihalíková L. Nosková | —                        | —         | —         | —       |         |
| 2025  | —                | —                | 1er tour (1/32) E. Lechemia \|\| style="text-align:left;" \| M. Ninomiya Tang Q.       |                          |           |           |         |         |

N.B. : le nom de la partenaire se trouve sous le résultat ; le nom des ultimes adversaires se trouve à droite.

### En double mixte
| Année | Open d'Australie | Open d'Australie | Internationaux de France                                                           | Internationaux de France | Wimbledon | Wimbledon | US Open | US Open |
| ----- | ---------------- | ---------------- | ---------------------------------------------------------------------------------- | ------------------------ | --------- | --------- | ------- | ------- |
| 2022  | —                | —                | 1er tour (1/16) J. Eysseric \|\| style="text-align:left;" \| G. Dabrowski J. Peers |                          |           |           |         |         |

N.B. : le nom du partenaire se trouve sous le résultat ; le nom des ultimes adversaires se trouve à droite.

## Parcours en WTA 1000
Les WTA 1000 (à partir de 2021) constituent les catégories d'épreuves les plus prestigieuses, après les quatre levées du Grand Chelem.

### En simple dames
| Année |              | Premier Mandatory             | Premier Mandatory         | Premier Mandatory | Premier Mandatory |       | Premier 5 | Premier 5 | Premier 5  | Premier 5 | Premier 5 | Premier 5 | Premier 5 |
| Année | Indian Wells | Miami                         | Madrid                    | Pékin             |                   | Dubaï | Rome      | Canada    | Cincinnati | Wuhan     | Wuhan     |           |           |
| Année | Indian Wells | Miami                         | Madrid                    | Pékin             | Doha              |       | Rome      | Canada    | Cincinnati | Wuhan     | Wuhan     |           |           |
| Année | Indian Wells | Miami                         | Madrid                    | Pékin             |                   |       | Rome      | Canada    | Cincinnati | Wuhan     | Wuhan     |           |           |
|       |              | WTA 1000                      |                           |                   |                   |       |           |           |            |           |           |           |           |
| 2022  |              | 1er tour (1/64) A. Kalinskaya | 2e tour (1/32) D. Saville |                   |                   |       |           |           |            |           |           |           |           |

Sous le résultat, l’ultime adversaire.

## Classements WTA en fin de saison
| Année          | 2013 | 2014 | 2015 | 2016 | 2017 | 2018 | 2019 | 2020 | 2021 | 2022 | 2023 | 2024 |
| Rang en simple | 1032 | 435  | 559  | 395  | 366  | 314  | 244  | 233  | 108  | 147  | 234  | 259  |
| Rang en double | –    | –    | 911  | 721  | 528  | 505  | 340  | 307  | 530  | 1327 | –    | 1493 |

Source : (en) Classements de Harmony Tan sur le site officiel de la Fédération internationale de tennis